# Dulovići
Dulovići su naseljeno mjesto u općini Foči, Republika Srpska, BiH. Nalaze se na lijevoj strani rijeke Ćehotine, gdje tvori luk i istočno od Dragočavske rijeke. Smješteni su na 764 metra nadmorske visine.
Spajanjem naselja Dulovića i Falovića 1950. godine nastalo je naselje Potpeće (Sl. list NRBiH br. 10/50).